# توزيع حرمائي

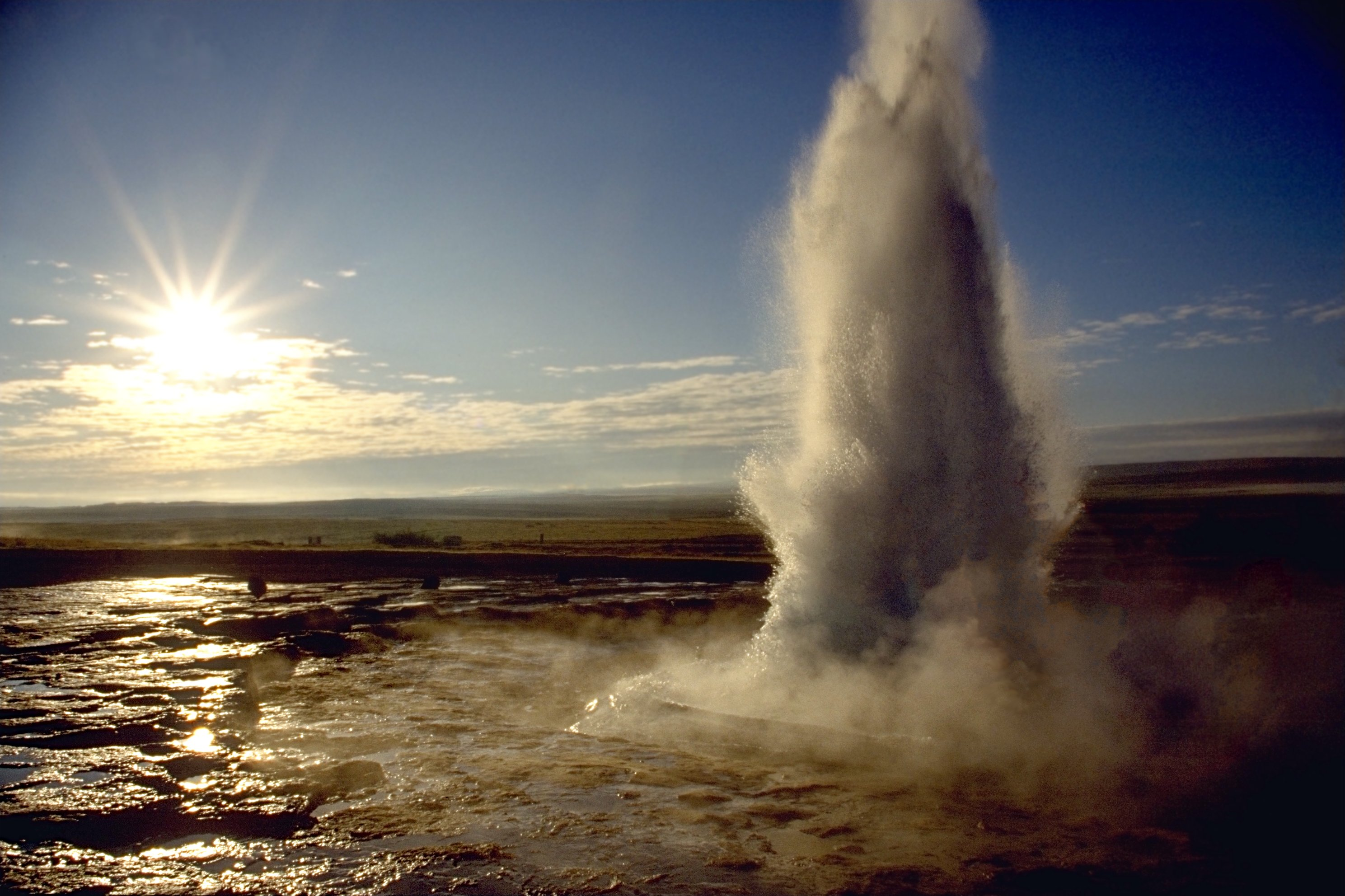

التوزيع الحرمائي في أشهر معانيه هو توزيع المياه الساخنة، حيث إن كلمة "hydros" المستخدمة في المصطلح باللغة الإنجليزية "Hydrothermal" هي كلمة يونانية تعني المياه في حين أن "thermos" تعني الحرارة. ويحدث التوزيع الحرمائي في أغلب الأحيان بالقرب من مصادر الحرارة داخل إطار قشرة الأرض. وغالبًا ما يحدث ذلك بالقرب من الأنشطة البركانية، إلا أنه يمكن أن يحدث في القشرة العميقة ويتعلق بترسب الجرانيت، أو نتيجة تكون الجبال أو التحول.

## التوزيع الحرمائي في أرضيات البحار
يشير التوزيع الحرمائي في المحيطات إلى مرور المياه عبر أنظمة أعراف منتصف المحيط.
وهذا المصطلح يشتمل على توزيع مياه الفتحات المعروفة عالية الحرارة بالقرب من قمم الأعراف وتدفقات المياه المنتشرة الأقل حرارة بكثير عبر الرواسب والبازلت المدفون بعيدًا عن قمم الأعراف. ونوع التوزيع الأول يطلق عليه اسم التوزيع «النشط»، في حين أن النوع الثاني يطلق عليه اسم التوزيع «السلبي». وفي كلا الحالتين، المبدأ واحد: فمياه البحار الكثيفة والعميقة تغوص في البازلت في أرضية البحار، وتتعرض للسخونة في عمق معين حيث تعود للارتفاع مرة أخرى إلى واجهة مياه الصخور البحرية بسبب قلة كثافتها. ويكون مصدر الحرارة للفتحات النشطة هو البازلت حديث التكوين، وبالنسبة للفتحات عالية الحرارة، غرفة الصهارة الكامنة التحتية. ومصدر الحرارة للفتحات السلبية هو البازلت القديم الذي ما زال آخذًا في البرودة. وتقترح دراسات تدفق الحرارة لأرضية البحار أن البازلت في قشرة المحيط تحتاج إلى ملايين السنوات لكي تبرد تمامًا لأنها تستمر في دعم أنظمة التوزيع الحرمائي السلبية.
والمنافس الحرمائية هي مواقع في أرضية البحار تختلط فيها السوائل الحرمائية مع المحيط الذي يغطيها. وربما تكون أشهر أشكال المنافس المعروفة المداخن الطبيعية التي يشار إليها باسم مصادر الدخان الأسود.

## التوزيع الحرمائي المرتبط بالنشاط البركاني والصهارة
لا يقتصر التوزيع الحرمائي على بيئات الأعراف المحيطية. يتم تسخين المياه المصدرية للانفجارات الحرمائية والسخانات والحمة للمياه الجوفية مما يؤدي بالصعود بالمياه السفلية والجانبية إلى منفس المياه الساخنة. وتتلامس خلايا الحمل للتوزيع الحرمائي الموجودة في أي مكان به مصدر حرارة غير طبيعي، مثل فتحات الصهارة أو الفتحات البركانية الجبرية، مع أنظمة المياه الجوفية.

## القشرة العميقة
يشير مصطلح «الحرمائي» كذلك إلى نقل وتوزيع المياه في القشرة العميقة، في الغالب من مناطق الصخور الساخنة إلى مناطق الصخور الأكثر برودة. ويمكن أن تتمثل أسباب الحمل الحراري هذا فيما يلي:
- دخول الصهارة في القشرة
- الحرارة المشعة الناجمة عن كتل الجرانيت التي تتعرض للبرودة
- الحرارة الصادرة من الدثار
- الرأس الهيدروليكية من السلاسل الجبلية، على سبيل المثال، الحوض الارتوازي الكبير
- إزالة المياه من الصخور المتحررة، بما يؤدي إلى تحرير المياه
- إزالة المياه من الرواسب المدفونة في الأعماق

يعد التوزيع الحرمائي، خصوصًا في القشرة العميقة، سببًا رئيسيًا لتكون رواسب المعادن كما أنه يعد حجر الزاوية لأغلب النظريات التي تدور حول تكوين الخام.

### رواسب الخام الحرمائية
خلال بدايات القرن العشرين، عمل العديد من الجيولوجيين على تصنيف رواسب الخام الحرمائية التي كان يفترض أنها تكونت من محاليل مائية متدفقة لأعلى. قام فالديمار ليندجرين بتطوير تصنيف اعتمادًا على ظروف درجات الحرارة والضغوط المنخفضة للسائل المترسب. واعتمدت المصطلحات التي استخدمها، والمتمثلة في: انخفاض درجات الحرارة وميزو حرارة والبويق والحرارة البعادية، على تقليل الحرارة وزيادة المسافة عن مصدر عميق. ولم يتم استخدام سوى البويق في الأعمال الحديثة. وتشتمل إعادة صياغة جون جيلبرت لنظام ليندجرين في عام 1985 للرواسب الحرمائية على ما يلي:
- السوائل الحرمائية المتصاعدة أو مياه الصهارة أو المياه النيزكية
  - نحاس الرخام السماقي وغير ذلك من الرواسب، درجة الحرارة 200 - 800 درجة مئوية، ضغط متوسط
  - التحول الناري، 300 - 800 درجة مئوية - ضغط متوسط
  - أوردة كورديليرا، بأعماق متوسطة إلى ضحلة
  - البويق، ضحل إلى متوسط، 50 - 300 درجة مئوية، ضغط منخفض
- تدوير المحاليل النيزكية الساخنة
  - الرواسب من نوع وادي المسيسيبي، 25 - 200 درجة مئوية، ضغط منخفض
  - يورانيوم الولايات المتحدة الغربي، 25 - 75 درجة مئوية، ضغط منخفض
- تدوير المياه البحرية الساخنة
  - رواسب الأعراف البحرية، 25 - 300 درجة مئوية، ضغط منخفض